# Mark Peskanov
Mark Peskanov (* um 1958 in Odessa, Ukrainische Sozialistische Sowjetrepublik) ist ein US-amerikanischer Geiger russischer Herkunft.

## Leben und Wirken
Peskanov besuchte die Musikschule von Pjotr Stoljarski, bevor er 1973 fünfzehnjährig in die USA auswanderte. Dort setzte er seine Ausbildung beim AMFD und an der Juilliard School bis 1978 fort und gewann bald die Aufmerksamkeit von Isaac Stern und Mstislaw Rostropowitsch. Mit großem Erfolg debütierte er mit dem Chicago Symphony Orchestra und in der Carnegie Hall.
Es folgten Auftritte mit namhaften Orchestern der USA, Europas, des Mittleren Ostens, Australiens, Südamerikas und Japans, und Peskanov wurde mit dem Avery Fischer Career Grant, dem Frederick R. Mann Award und dem Isaac Stern Award der Carnegie Hall ausgezeichnet. Sein besonderes Interesse gilt der zeitgenössischen Musik, und er spielte die Uraufführungen von John Williams’ Violinkonzert mit dem St. Louis Symphony Orchestra und von Stanley Wolfes ihm gewidmeten Violinkonzert mit dem New York Philharmonic Orchestra.
Er gab mit Yo-Yo Ma und Isaac Stern das Konzert zur Eröffnung der Suntory Hall in Tokio und mit Stern, Midori und Gil Shaham das Eröffnungskonzert für die Weill Recital Hall in New York. Seit 1995 ist er Präsident und künstlerischer Leiter von Bargemusic, der schwimmenden Konzerthalle unter der Brooklyn Bridge, für die er jährlich mehr als 200 Konzerte organisiert.